# Янгантау (гора)
Янгантау (баш. Янғантау — «горящая гора») — гора, расположенная в Салаватском районе Республики Башкортостан. Памятник природы с 1965 года.

## Этимология
Название горы имеет тюркское происхождение, где янган — «горящая», тау — «гора», то есть — «горящая гора».

## Физико-географическая характеристика
Гора Янгантау вытянута с Востока на Запад на 2,5 км вдоль правого берега реки Юрюзань. Абсолютная высота горы составляет 143 метра, высота над уровнем реки Юрюзань — 160м (504 метра над уровнем моря).
Гора сложена породами сакмарского и артинского ярусов нижнего отдела пермской системы, смятыми в складки. В структурном отношении территория ГПП расположена на южной окраине Башкирского свода, ограниченной глубинным разломом, вдоль которого проложила свою долину река Юрюзань.
На склонах горы выходит горячий воздух, насыщенный водяными парами. Температура воздуха от +37 до +150 градусов, а в пробурённой на глубину 106.1 метров скважине (скважина 5у) максимальная температура на глубине 80 метров составляет 377,8 градусов.
В недрах горы происходят окислительные и восстановительные реакции битуминозных мергелей. На глубине 60—90 м находятся очаги разогрева. Накапливаемое тепло в ограниченной зоне длительно сохраняется из-за слабой теплоотдачи окружающих горных пород.